# Свириденко, Николай Давыдович

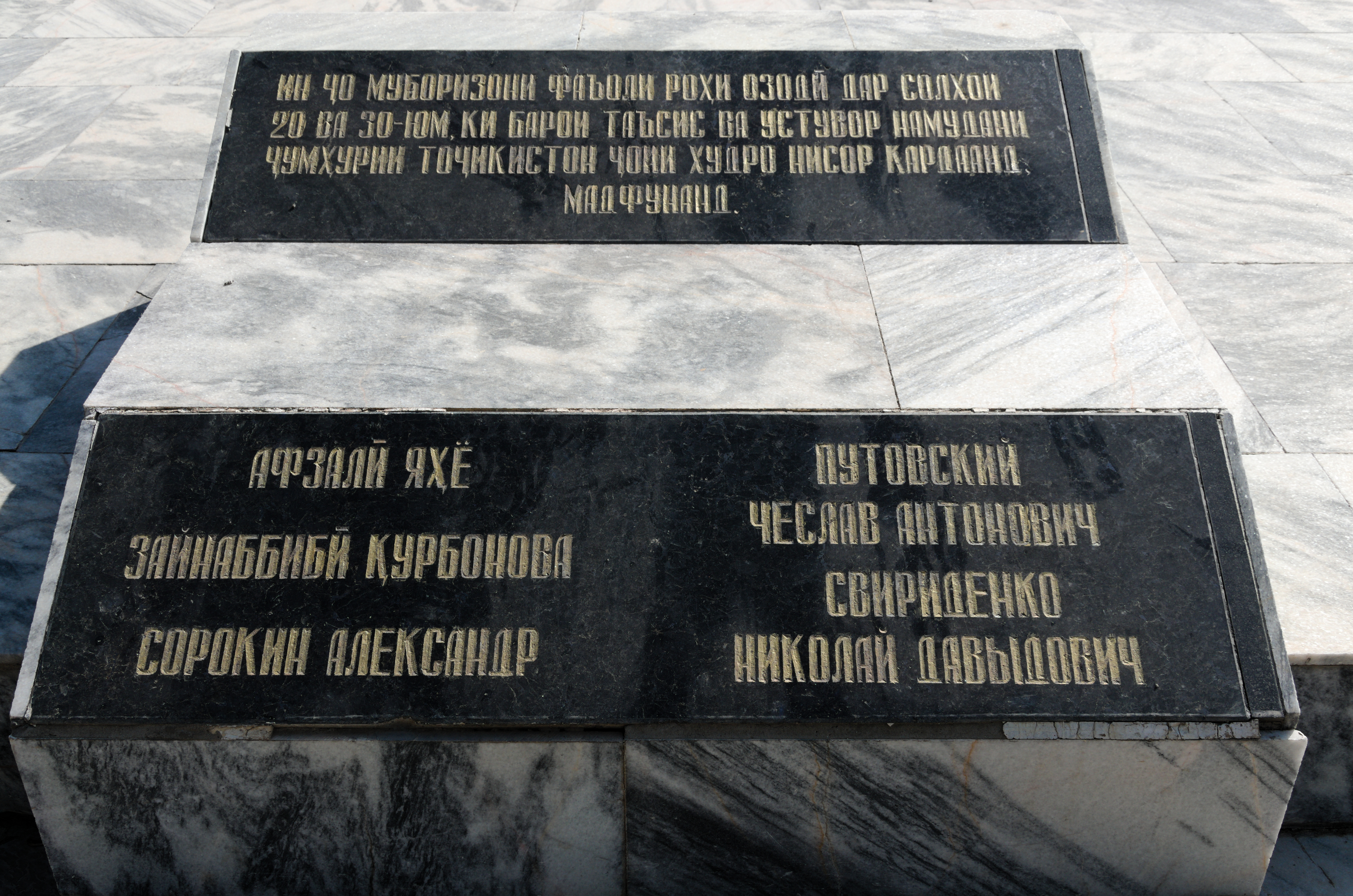
Место захоронения Свириденко

Николай Давыдович Свириденко (1902 — 1945) — советский гидромелиоратор, главный инженер Большого Ферганского канала (Таджикская ССР, 1939 год). Начальник строительства Большого Гиссарского канала с сентября 1940 по сентябрь 1942 года. Заместитель председателя правительства и одновременно министр мелиорации и водного хозяйства Таджикской ССР с 1941 по 1945 год.

## Биография
Родился в Кременчуге 25 ноября 1902 года. Член РКП(б) с 1925 г.
В 1922 году, демобилизовавшись из армии, учился на технических курсах Ташкентской железной дороги, а затем на факультете мелиорации Среднеазиатского государственного университета. 1925-1926 гг., временно бросив учёбу, работал техником на строительстве канала Карки в Туркменистане.
1929 год. Окончил инженерно-мелиоративный факультет  Средне-азиатского государственного университета, направлен на работу в Таджикистан. Сразу после прибытия в должности инженера активно включается в работу по строительству Вахшского канала. 
1930 год. Назначен начальником водного округа Курган-Тюбинской области. По его проектам и под его руководством в Вахшской долине строятся гидротехнические сооружения, магистральные каналы и другие ирригационные объекты.
1939 год. Назначен главным инженером Большого Ферганского канала. За активное участие в разработке проекта и строительство величайшего в СССР этого ирригационного сооружения Советское правительство наградило Николая Свириденко высшей наградой страны — орденом Ленина. В том же году Президиум Верховного Совета Таджикской ССР наградил его почетной грамотой и знаком «Участник строительства БФК». По проекту Свириденко Н.Д. начинается строительство Комсомольского озера. 
В 1940—1943 гг. начальник строительства Большого Гиссарского канала и узкоколейной дороги Сталинабад—Курган-Тюбе, за что был награждён орденом «Знак Почета».  
1941 год. Назначен заместителем председателя правительства и одновременно министром мелиорации и водного хозяйства Таджикской ССР,  проработал в этих должностях до конца своей жизни.
1945 год. 5 августа умер в Москве от остановки сердца.
Похоронен в Центральном парке культуры и отдыха им В. И. Ленина. Позднее останки были перенесены в парк Победы и захоронены там вместе с другими выдающимися и известными людьми Таджикистана.  
Городской совет депутатов г. Сталинабад (Душанбе) на своей очередной сессии в 1945 году принял решение в целях увековечивания памяти о Н. Д. Свириденко переименовать улицу Печатный проезд, на которой он жил, в улицу имени Николая Свириденко. В настоящее время улица переименована в улицу Бухары (кучаи Бухоро). Дом, в котором проживал Н. Д. Свириденко, в 2021 году был снесен.